# 1991-es Formula–1 spanyol nagydíj
A spanyol nagydíj volt az 1991-es Formula–1 világbajnokság tizennegyedik futama.

## Futam
A spanyol nagydíjat először tartották az új barcelonai pályán, ahol Bergeré lett a pole Mansell és Senna előtt. A rajt idején még nedves pályán Mansellt Senna, majd Schumacher is megelőzte, de később a brit visszaelőzte mindkettőjüket. Boxkiállása Bergeréhez hasonlóan lassúra sikerült, így mindketten Senna mögé estek vissza. A célegyenesben a brazil elengedte csapattársát, majd röviddel ezután megcsúszott, ami után Mansell, Schumacher és Patrese mögé tért vissza. Mansell gyorsan közeledett a vezető Bergerhez, majd meg is előzte az osztrákot, aki később motorhiba miatt kiesett. A futamot Mansell nyerte Prost, Patrese, Alesi, Senna előtt. Schumacher megcsúszása után 6. lett.
Két futammal a szezon vége előtt Senna 16 ponttal, a McLaren mindössze 1 ponttal vezette a konstruktőri bajnokságot a Williams előtt.
|         | Rsz. | Versenyző          | Csapat             | Körök | Idő/Kiesések | Rajthely | Pontok |
| ------- | ---- | ------------------ | ------------------ | ----- | ------------ | -------- | ------ |
| 1       | 5    | Nigel Mansell      | Williams-Renault   | 65    | 1:38:41,541  | 2        | 10     |
| 2       | 27   | Alain Prost        | Ferrari            | 65    | + 11,331     | 6        | 6      |
| 3       | 6    | Riccardo Patrese   | Williams-Renault   | 65    | + 15,909     | 4        | 4      |
| 4       | 28   | Jean Alesi         | Ferrari            | 65    | + 22,772     | 7        | 3      |
| 5       | 1    | Ayrton Senna       | McLaren-Honda      | 65    | + 1:02,402   | 3        | 2      |
| 6       | 19   | Michael Schumacher | Benetton-Ford      | 65    | + 1:19,468   | 5        | 1      |
| 7       | 15   | Maurício Gugelmin  | Leyton House-Ilmor | 64    | + 1 kör      | 13       |        |
| 8       | 22   | Jyrki Järvilehto   | Dallara-Judd       | 64    | + 1 kör      | 15       |        |
| 9       | 32   | Alessandro Zanardi | Jordan-Ford        | 64    | + 1 kör      | 20       |        |
| 10      | 7    | Martin Brundle     | Brabham-Yamaha     | 63    | + 2 kör      | 11       |        |
| 11      | 20   | Nelson Piquet      | Benetton-Ford      | 63    | + 2 kör      | 10       |        |
| 12      | 14   | Gabriele Tarquini  | Fondmetal-Ford     | 63    | + 2 kör      | 22       |        |
| 13      | 23   | Pierluigi Martini  | Minardi-Ferrari    | 63    | + 2 kör      | 19       |        |
| 14      | 24   | Gianni Morbidelli  | Minardi-Ferrari    | 62    | Ütközés      | 16       |        |
| 15      | 21   | Emanuele Pirro     | Dallara-Judd       | 62    | + 3 kör      | 9        |        |
| 16      | 4    | Stefano Modena     | Tyrrell-Honda      | 62    | + 3 kör      | 14       |        |
| 17      | 3    | Nakadzsima Szatoru | Tyrrell-Honda      | 62    | + 3 kör      | 18       |        |
| Kiesett | 8    | Mark Blundell      | Brabham-Yamaha     | 49    | Motorhiba    | 12       |        |
| Kiesett | 26   | Érik Comas         | Ligier-Lamborghini | 36    | Elektronika  | 25       |        |
| Kiesett | 2    | Gerhard Berger     | McLaren-Honda      | 33    | Elektronika  | 1        |        |
| Kiesett | 9    | Michele Alboreto   | Footwork-Ford      | 23    | Motorhiba    | 24       |        |
| Kiesett | 33   | Andrea de Cesaris  | Jordan-Ford        | 22    | Elektronika  | 17       |        |
| Kiesett | 11   | Mika Häkkinen      | Lotus-Judd         | 5     | Kicsúszás    | 21       |        |
| Kiesett | 16   | Ivan Capelli       | Leyton House-Ilmor | 1     | Ütközés      | 8        |        |
| Kiesett | 29   | Eric Bernard       | Lola-Ford          | 0     | Ütközés      | 23       |        |
| Kiesett | 25   | Thierry Boutsen    | Ligier-Lamborghini | 0     | Ütközés      | 26       |        |
| NK      | 30   | Szuzuki Aguri      | Lola-Ford          |       |              |          |        |
| NK      | 34   | Nicola Larini      | Lambo-Lamborghini  |       |              |          |        |
| NK      | 12   | Michael Bartels    | Lotus-Judd         |       |              |          |        |
| NK      | 35   | Eric van de Poele  | Lambo-Lamborghini  |       |              |          |        |
| NeK     | 10   | Alex Caffi         | Footwork-Ford      |       |              |          |        |
| NeK     | 18   | Fabrizio Barbazza  | AGS-Ford           |       |              |          |        |
| NeK     | 17   | Olivier Grouillard | AGS-Ford           |       |              |          |        |

## A világbajnokság élmezőnyének állása a verseny után
| H  | Versenyzők       | Pont | H  | Konstruktőrök    | Pont |
| -- | ---------------- | ---- | -- | ---------------- | ---- |
| 1. | Ayrton Senna     | 85   | 1. | Williams-Renault | 117  |
| 2. | Nigel Mansell    | 69   | 2. | McLaren-Honda    | 116  |
| 3. | Riccardo Patrese | 48   | 3. | Ferrari          | 52   |
| 4. | Gerhard Berger   | 31   | 4. | Benetton-Ford    | 37   |
| 5. | Alain Prost      | 31   | 5. | Jordan-Ford      | 13   |

## Statisztikák
Vezető helyen:
- Gerhard Berger: 17 (1-8 / 12-20)
- Nigel Mansell: 46 (9 / 21-65)
- Riccardo Patrese: 1 (10)
- Ayrton Senna: 1 (11)

Nigel Mansell 21. győzelme, Gerhard Berger 7. pole-pozíciója, Riccardo Patrese 10. leggyorsabb köre.
- Williams 51. győzelme.

Alessandro Zanardi első versenye.